# 8282 Delp
8282 Delp è un asteroide della fascia principale. Scoperto nel 1991, presenta un'orbita caratterizzata da un semiasse maggiore pari a 3,0902232 UA e da un'eccentricità di 0,1682587, inclinata di 0,48800° rispetto all'eclittica.